# Tano
Tano är en flodgud i mytologin hos Akanfolket i Ghana i Afrika.
Tano förknippas med floden med samma namn och sägs föra en ständig kamp för de sjukas själar.